# لغة الكائنات الفضائية

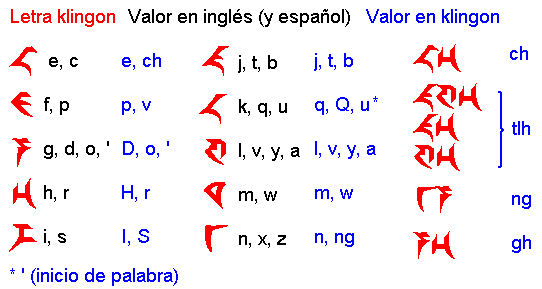

لغة الكائنات الفضائية أو لغة الغرباء الكونيين، أي لغات كائنات من خارج كوكب الأرض، هو موضوع افتراضي يبحث في فرضية وجود لغات مختلفة أطلق عليها العديد من التسميات مثل تسمى اللغات الخارجية (exolinguistics، إكزولينكويستك),  أو اللغات الأجنبية (xenolinguistics، سزينولجستك) أو اللغات الكونية (astrolinguistics، أسترولينغويستك). والبحث يحاول إيجاد ماهية وشكل اللغات الغريبة وما إذ يمكن للبشر التعرف عليها و ترجمتها والتحخاطب بها. وهذا المجال هو جزءا من مجال دراسة اللسانيات واللغة. ويدري في بعض الجامعات مثل، في جامعة بولينغ غرين ستيت (2001).
في عام 1983، قال نعوم تشومسكي، مستندا على نظريته في وجود جينات وراثية تتحكم بتعلم الإنسان لقواعد اللغات، أنه سيكون من المستحيل على الإنسان أن يتعلم بشكل طبيعي اللغات الكونية الغريبة لأنه، على الأرجح، ستنتهك القواعد الفطرية البشرية في تعلم لغات لا تعتمد على تركيبة جيناتنا الوراثية. أو ليستطيع البشر دراستها عليهم اعتماد طريقة الدراسة البطيئة بنفس الطريقة التي يقوم بها علماء البحث في الفيزياء.
بعض اللغويين يعتقدون أن الحوار بين الأجانب و البشر قد لا يكون ممكنا مشيرين إلى حقيقة أن البشر غير قادرين على التواصل مع أي نوع من الأنواع الأخرى على الأرض. 